# Courbe fermée de type temps
 (août 2024).
Si vous disposez d'ouvrages ou d'articles de référence ou si vous connaissez des sites web de qualité traitant du thème abordé ici, merci de compléter l'article en donnant les références utiles à sa vérifiabilité et en les liant à la section « Notes et références ».
 (mai 2019).
Le contenu est difficilement compréhensible vu les erreurs de traduction, qui sont peut-être dues à l'utilisation d'un logiciel de traduction automatique.
Dans une variété lorentzienne de la géométrie différentielle, on appelle courbe fermée de genre temps,, courbe de genre temps fermée, ou courbe temporelle fermée (closed timelike curve, ou en abrégé CTC, en anglais) la ligne d'univers d'une particule matérielle fermée dans l'espace-temps, c'est-à-dire capable de retourner au même point et à son instant de départ.
Willem Jacob van Stockum (en) a évoqué cette possibilité en 1937 et Kurt Gödel en 1949. Si l’existence des CTC était prouvée, cela pourrait au moins impliquer la possibilité théorique de construire une machine à voyager dans le  temps, ainsi qu’une reformulation du paradoxe du grand-père.
Les CTC sont liées à la déformation gravitationnelle et au cylindre Tipler (en) (en référence au physicien Frank Tipler), théoriquement capable de permettre le voyage dans le temps, tout cela envisagé dans la relativité générale.

## Cônes de lumière

Le cône inférieur de lumière est caractéristique d'un espace-temps plat. Toutes les coordonnées spatio-temporelles incluses dans le cône de lumière ont des moments ultérieurs. Le cône lumineux supérieur inclut non seulement d'autres emplacements temporaires simultanés, il n'inclut pas x=0 dans les temps futurs, mais également les temps précédents.

Lorsqu'ils étudient l'évolution d'un système selon la relativité générale, les physiciens se réfèrent souvent au cône de lumière. Un cône de lumière représente toute évolution possible d'un objet, compte tenu de son état concret actuel. Les emplacements possibles de l'objet dans le futur sont limités par la vitesse à laquelle l'objet peut se déplacer et qui, selon la théorie de la relativité, ne peut jamais dépasser la vitesse de la lumière. Par exemple, un objet situé à une position {\displaystyle p} au temps {\displaystyle t_{0}} ne pourra se situer au temps {\displaystyle t_{1}} qu'à une distance inférieure à {\displaystyle c(t_{1}-t_{0})} de sa position {\displaystyle p} d'origine.
Cette prémisse est généralement représentée par un graphique avec des positions spatiales le long d'un axe horizontal et des valeurs temporelles le long d'un axe vertical, avec les figures t pour le temps et ct pour l'espace. Les cônes de lumière dans cette représentation sont délimités par des lignes divergentes avec une inclinaison de 45 degrés par rapport à l'emplacement du point de l'objet, car la lumière se déplace de ct à t (depuis {\displaystyle t_{0}}). Dans un tel diagramme, tout emplacement futur possible de l'objet est inclus dans le cône de lumière, car l'objet ne peut pas dépasser la vitesse de la lumière. D'autre part, toute localisation spatiale a un futur, ce qui implique qu'un objet peut rester indéfiniment dans n'importe quelle position de l'espace.
Chaque point de ce diagramme est appelé  événement. Les événements séparés sont considérés comme de type temps (de l'expression anglaise time-like) s'ils sont séparés les uns des autres le long de l'axe du temps et inclus dans leurs cônes de lumière respectifs, ou bien de type espace (espace-like), s'ils sont alignés le long de l'axe spatial et donc leurs cônes de lumière sont disjoints. Si l'objet était en chute libre, il voyagerait le long de l'axe du temps, et s'il accélérait, il voyagerait également le long de l'axe spatial. La trajectoire réelle d'un objet dans l'espace-temps, par opposition à celle qu'il pourrait prendre, est connue sous le nom de ligne d'univers. Une autre définition est que le cône de lumière englobe toutes les lignes possibles d'un objet dans l'univers.

### Cas dans les espaces-tempsplats
Dans les représentations classiques, « normales » de l'espace-temps, le cône de lumière est toujours tourné vers l'avant, ce qui correspond à l'impossibilité de placer un objet à deux endroits à la fois ou, de la même manière, qu'il ne puisse pas se déplacer instantanément à un autre endroit. Dans ce type d'espace-temps, les lignes d'univers des objets physiques sont, par définition, de type temps ; et ceci est vérifié de tout point d'observation. Cependant, cette orientation n'est valable que dans des espaces-temps plats.

### Cas dans les espaces-tempscourbes
Dans les espaces-temps courbes, le cône de lumière dévie le long de la ligne géodésique de l'espace-temps. Par exemple, lorsqu'un objet se déplace à proximité d'une étoile, la gravité de celle-ci tire l'objet en affectant sa ligne d'univers, de sorte que ses futures positions possibles s'approchent de la même manière de l'étoile. Cela apparaitra comme un cône de lumière légèrement incurvé vers l'étoile dans le diagramme correspondant. Tout objet en chute libre dans ces circonstances continuera à se déplacer le long de l'axe temporel t, mais pour un observateur externe, il semblera qu'il s'accélère dans l'espace dans la même mesure ; une situation normale, si l'objet est en orbite.

### Cas de leur basculementcomplet
Dans des cas plus extrêmes d'espaces-temps avec une courbure gravitationnelle élevée, le cône de lumière se courbera au-delà de cette limite de 45 degrés, ce qui signifie qu'il existe des positions futures potentielles à partir desquelles un objet se retrouvera séparé spatialement d'un observatoire au repos.
De ce point de vue externe, l'objet peut s'être déplacé instantanément à travers l'espace. Dans de telles situations, l'objet aurait dû être déplacé, car son emplacement spatial actuel ne serait pas enfermé dans son propre cône de lumière future. D'autre part, avec une attraction gravitationnelle suffisante, il existe des lieux d'événements qui se situent dans le passé, observés de l'extérieur. Avec un mouvement commode de ce qui semble être son propre axe spatial, l'objet, observé de l'extérieur, semble voyager dans le temps.
Une courbe temporelle fermée peut être créée en établissant une série de cônes de lumière qui forment une boucle en arrière sur eux-mêmes, de sorte qu'il est possible pour un objet de se déplacer dans cette boucle et d'y revenir en site et heure à partir desquels il est parti. Les orbites autour d'objets à haute densité et en rotation, exerçant une intense force gravitationnelle, sont un exemple de telles boucles fermées. Un objet piégé dans une telle orbite reviendrait à plusieurs reprises au même point de l'espace-temps s'il était en chute libre. Le retour à l'emplacement spatio-temporel d'origine ne serait considéré que comme une possibilité ; le cône de lumière future de l'objet inclurait des points spatio-temporels qui seraient capables de se déplacer dans le temps, facilitant, dans de telles conditions, l'objet à effectuer un voyage dans le temps. C'est précisément le mécanisme que le cylindre Tipler (en) utiliserait pour fonctionner comme une machine à remonter le temps.

## Relativité générale
Les CTC apparaissent généralement dans des solutions exactes irréprochables de l'équation du champ d'Einstein, dans la relativité générale, y compris certaines de leurs solutions les plus importantes :
- La machine temporelle de Carter[5],[N 1], ainsi désignée en l'honneur de Brandon Carter qui l'a mise en évidence en 1968[8], est une région interne d'un trou noir de Kerr (en rotation) où il existe des courbes du genre temps fermées[5] ;
- En lien avec le précédent, l'intérieur d'un trou noir de type BTZ (en) peut également activer une CTC.
- La solution de Willem Jacob van Stockum (en) (avec une configuration de matière, ou poussière, rotative symétrique).
- La solution de l'univers rotatif de Gödel, dont la vraisemblance a provoqué à son époque pour Einstein des doutes sérieux sur sa propre théorie.
- John Richard Gott a également proposé un mécanisme permettant de créer des courbes temporelles fermées à l'aide de cordes cosmiques.
- L'espace de Misner (en), un modèle mathématique abstrait de l'espace-temps découvert par Charles W. Misner, de l'Université du Maryland. Il est également connu sous le nom de orbifold Lorentziana ({\displaystyle \mathbb {R} ^{1,1}/boost}).
- La solution Bonnor-Steadman décrit les situations de laboratoire en faisant tourner des balles.

Ronald Mallett propose d'utiliser un gyroscope à anneau en anneau pour créer une CTC, en considérant les champs gravitationnels forts et faibles générés par une circulation simple et continue unidirectionnelle d'un faisceau lumineux. Il soutient qu’avec une énergie suffisante, le laser en circulation pourrait produire non seulement une traînée de cadre, mais également des courbes fermées de type temporel.
Certains de ces exemples sont, comme le cylindre Tipler (en), plutôt artificiels, mais, à en juger par leur apparence extérieure, la solution de Kerr est considérée comme valable. Dans le reste, la plupart des physiciens pensent que les solutions ne sont pas démontrables.

## Conséquences
Une caractéristique des courbes fermées de type temporel est qu'elles ouvrent la possibilité d'une ligne d'univers qui n'est pas connectée aux temps antérieurs, et donc de l'existence d'événements qui ne sont peut-être pas dus à une cause antérieure. Ordinairement, la causalité exige que chaque événement de l'espace-temps soit produit par sa cause, dans tous les cadres de référence au repos. Ce principe est essentiel dans le déterminisme, qui, dans le langage de la relativité générale, stipule que, à partir d'une connaissance complète de l'univers dans une surface de Cauchy (en) de type espace, il soit possible de déterminer ou de prédire tout état ultérieur d'espace-temps.
Cependant, dans une CTC, la causalité est rompue car un événement peut être simultané avec sa cause, de sorte que l'événement devient lui-même sa propre cause. En se basant uniquement sur la connaissance du passé, il est impossible de déterminer si quelque chose dans la CTC peut interférer avec d'autres objets dans l'espace-temps. Une courbe fermée de type temporel aboutit donc à un horizon de Cauchy et à une région de l’espace-temps impossibles à prédire à partir d’une connaissance parfaite d’un moment passé.
L'existence du CTC impose des restrictions sur les états des champs matière-énergie autorisés par la physique. Si nous propageons la configuration d'un champ le long d'une famille de lignes d'univers à temps fermé, nous devons obtenir un état identique à l'original. C'est l'approche proposée par certains scientifiques pour éliminer l'existence de courbes fermées de type temps.